# Motrunkî, Krasîliv
Motrunkî (în ucraineană Мотрунки) este un sat în comuna Mîhailivți din raionul Krasîliv, regiunea Hmelnîțkîi, Ucraina.

## Demografie
Componența lingvistică a localității Motrunkî
     Ucraineană (99,47%)
     Alte limbi (0,53%)
Conform recensământului din 2001, majoritatea populației localității Motrunkî era vorbitoare de ucraineană (99,47%), existând în minoritate și vorbitori de alte limbi.